# Kapala
Kapala (лат.) — род паразитических наездников семейства Eucharitidae подотряда стебельчатобрюхие отряда перепончатокрылые насекомые. Около 20 видов. Паразитоиды личинок и куколок примитивных муравьев (Formicidae) родов Ectatomma, Gnamptogenys (Ectatomminae), Odontomachus и Pachycondyla (Ponerinae).

## Распространение
Главным образом, в тропиках Южной Америки (от Аргентины до Панамы); несколько видов встречаются в Северной Америке (США: Аризона, Техас, Флорида), один вид найден в Афротропике и на Мадагаскаре.

## Систематика
Описано около 20 видов (предположительно существует около 60 видов). Таксон был выделен в 1884 году английским энтомологом Питером Камеруном (Peter Cameron). Спустя сто лет, под тем же названием ошибочно был описан род брюхоногих моллюсков Kapala Ponder, 1982 (ныне переименован в  Buccipagoda, Buccinidae).
- Kapala argentina Gemignani, 1933
- Kapala atrata (Walker, 1862)
- Kapala chacoensis Gemignani, 1947
- Kapala cuprea Cameron, 1913
- Kapala cynipsea (Walker, 1862)
- Kapala dicerodera (Spinola, 1853)
- Kapala flabellata (Fabricius, 1804)
- Kapala floridana (Ashmead, 1885)
- Kapala furcata (Fabricius, 1804) (=Eucharis furcatus Fabricius, 1804)typus
- Kapala inexagens (Cameron, 1862)
- Kapala inexagens (Walker, 1862)
- Kapala iridicolor (Cameron, 1904)
- Kapala ivorensis Risbec, 1954
- Kapala romandi (Guérin-Méneville, 1844)
- Kapala splendens Ashmead, 1904
- Kapala sulcifacies (Cameron, 1904)
- Kapala terminalis Ashmead, 1892